# Marquesado de Zuya
El marquesado de Zuya es un título nobiliario español creado por el rey Alfonso XIII en favor de Alberto de Aznar y Tutor, destacado naviero e industrial de Bilbao y diputado a Cortes por Vizcaya, el 13 de octubre de 1920 por real decreto y el 20 de diciembre del mismo año por real despacho.
Su denominación hace referencia a la localidad española de Zuya, en la provincia de Álava (País Vasco).

## Marqueses de Zuya
|                           | Titular                                        | Periodo                   |
| Creación por Alfonso XIII | Creación por Alfonso XIII                      | Creación por Alfonso XIII |
| ------------------------- | ---------------------------------------------- | ------------------------- |
| I                         | Alberto de Aznar y Tutor                       | 1920-1923                 |
| II                        | Emilio de Aznar y de la Puente                 | 1923-1950                 |
| III                       | María de la Concepción de Aznar y de la Puente | 1952-1986                 |
| IV                        | Luisa de Aznar y de la Puente                  | 1987-1992                 |
| V                         | María de la Soledad Paloma Eulate y Aznar      | 1993-2025                 |

## Historia de los marqueses de Zuya

Escudo de Zuya, en la provincia de Álava

La lista de los marqueses de Zuya, junto con las fechas en que sucedieron en el título, es la que sigue:
- Alberto de Aznar y Tutor (1864-1923), I marqués de Zuya. Era hijo de Eduardo Aznar y de la Sota, marqués de Bérriz, y de Luisa Tutor y Fuentes.

Se casó con Jesusa de la Puente y Aristain. El 9 de diciembre de 1923 le sucedió su hijo:
- Emilio Aznar y de la Puente (1898-1950), II marqués de Zuya.

Se casó con María Cristina Martínez de Irujo y Caro. Sin descendientes. En 1952 le sucedió su hermana:
- María de la Concepción de Aznar y de la Puente (1900-1986), III marquesa de Zuya.

Sin descendientes. En 1987, tras orden del 3 de septiembre de ese mismo año (BOE del 14 de septiembre), le sucedió su hermana:
- Luisa María de Aznar y de la Puente (1904-1992), IV marquesa de Zuya.

Se casó con Felipe Eulate y de la Mata. El 19 de octubre de 1993, tras orden del 21 de septiembre de ese mismo año (BOE del 11 de octubre), le sucedió su hija:
- María de la Soledad Paloma Eulate y Aznar (m. Madrid, 27 de marzo de 2025[5]) V marquesa de Zuya.[4]

Se casó con Manuel de Prado y Colón de Carvajal. Su hijo, Manuel de Prado y Eulate, ha solicitado la sucesión en el marquesado.